# Kressenbach (Schlüchtern)
Kressenbach ist ein Stadtteil von Schlüchtern im osthessischen Main-Kinzig-Kreis.

## Geografische Lage
Kressenbach liegt im Nordosten des Main-Kinzig-Kreises etwa sechs Kilometer nordwestlich des Stadtzentrums von Schlüchtern auf einer Höhe von 252 m über NN. Es grenzt im Norden an den Ort Hintersteinau, im Nordosten an den Ort Wallroth, im Südosten an den Ort Breitenbach und im Westen an den Ort Uerzell. Innerhalb der Gemarkung von Kressenbach liegt die Wüstung Altengesäß.

## Geschichte

### Mittelalter
Die älteste erhaltene urkundliche Erwähnung von Cressenbach stammt aus dem Jahr 1167. Damals besaß das Kloster Schlüchtern die Filialkirche und den Zehnten im Dorf. Das Dorf gehörte zum Gericht Schlüchtern (später: Amt Schlüchtern), einem Lehen des Bischofs von Würzburg. Zunächst im Besitz derer von Grumbach erbten das Dorf 1243 die Herren von Trimberg. Die Vogtei über das Dorf war bis 1286 als Unterlehen an Dietrich von Erthal vergeben und sie ging in diesem Jahr auf die von Hutten und Aldenberg über. 1364 verkauften die von Hutten ihre Hälfte des Unterlehens an das Kloster Schlüchtern. 1377 erhielten die Herren von Hanau (ab 1429: Grafschaft Hanau) das Oberlehen im Tausch gegen die Burg Bütthard. Bei der Hanauer Landesteilung von 1456 kam Kressenbach zur Grafschaft Hanau-Münzenberg. 1444 war das Kloster Schlüchtern Dorfherr. Das Kloster begab sich 1457 endgültig in die Schutzherrschaft der Grafschaft Hanau.
Mit dem Tod des letzten Hanauer Grafen, Johann Reinhard III., fiel Kressenbach 1736 mit der ganzen Grafschaft Hanau-Münzenberg an die Landgrafschaft Hessen-Kassel, aus der 1803 das Kurfürstentum Hessen entstand.

### Neuzeit
Während der napoleonischen Zeit stand Kressenbach ab 1806 unter französischer Militärverwaltung, gehörte 1807–1810 zum Fürstentum Hanau und dann von 1810 bis 1813 zum Großherzogtum Frankfurt, Departement Hanau. Anschließend fiel es wieder an das Kurfürstentum Hessen zurück. Nach der Verwaltungsreform des Kurfürstentums Hessen von 1821, im Rahmen derer Kurhessen in vier Provinzen und 22 Kreise eingeteilt wurde, gehörte Kressenbach zum Landkreis Schlüchtern. 1866 wurde das Kurfürstentum nach dem Preußisch-Österreichischen Krieg von Preußen annektiert und ist nach dem Zweiten Weltkrieg Bestandteil des Bundeslandes Hessen geworden. Kressenbach wechselte entsprechend die Verwaltungen, denen es zugehörte.
Hessische Gebietsreform (1970–1977)
Zum 31. Dezember 1971 wurde die bis dahin selbständige Gemeinde Kressenbach im Zuge der Gebietsreform in Hessen auf freiwilliger Basis in die Stadt Schlüchtern eingemeindet. Für Kressenbach wurde, wie für die anderen eingemeindeten ehemals eigenständigen Gemeinden von Schlüchter, ein Ortsbezirk eingerichtet. Ebenfalls mit der Hessischen Gebietsreform wurde der Landkreis Schlüchtern 1974 aufgelöst und Kressenbach liegt seit dem im Main-Kinzig-Kreis.

### Verwaltungsgeschichte im Überblick
Die folgende Liste zeigt die Staaten und Verwaltungseinheiten, denen Kressenbach angehört(e):
- vor 1458: Heiliges Römisches Reich, Grafschaft Hanau
- ab 1458: Heiliges Römisches Reich, Grafschaft Hanau-Münzenberg, Amt Schlüchtern
- ab 1642: Heiliges Römisches Reich, Grafschaft Hanau-Lichtenberg, Amt Schlüchtern
- ab 1736: Heiliges Römisches Reich, Landgrafschaft Hessen-Kassel, Amt Schlüchtern
- ab 1803: Heiliges Römisches Reich, Landgrafschaft Hessen-Kassel, Fürstentum Hanau,[Anm. 2] Amt Schlüchtern
- 1806–1810: Kaiserreich Frankreich,[Anm. 3] Fürstentum Hanau, Amt Schlüchtern (Militärverwaltung)
- 1810–1813: Großherzogtum Frankfurt, Departement Hanau, Distrikt Steinau
- ab 1816: Kurfürstentum Hessen,[Anm. 4] Fürstentum Hanau, Amt Schlüchtern[8]
- ab 1821/22: Kurfürstentum Hessen, Provinz Hanau, Kreis Schlüchtern[9][Anm. 5]
- ab 1848: Kurfürstentum Hessen, Bezirk Hanau
- ab 1851: Kurfürstentum Hessen, Provinz Hanau, Kreis Schlüchtern
- ab 1867: Königreich Preußen,[Anm. 6] Provinz Hessen-Nassau, Regierungsbezirk Kassel, Kreis Schlüchtern
- ab 1871: Deutsches Reich, Königreich Preußen, Provinz Hessen-Nassau, Regierungsbezirk Kassel, Kreis Schlüchtern
- ab 1918: Deutsches Reich (Weimarer Republik), Freistaat Preußen, Provinz Hessen-Nassau, Regierungsbezirk Kassel, Kreis Schlüchtern
- ab 1944: Deutsches Reich, Freistaat Preußen, Provinz Nassau, Landkreis Schlüchtern
- ab 1945: Amerikanische Besatzungszone,[Anm. 7] Groß-Hessen, Regierungsbezirk Wiesbaden, Landkreis Schlüchtern
- ab 1946: Amerikanische Besatzungszone, Hessen, Regierungsbezirk Wiesbaden, Landkreis Schlüchtern
- ab 1949: Bundesrepublik Deutschland, Hessen, Regierungsbezirk Wiesbaden, Landkreis Schlüchtern
- ab 1968: Bundesrepublik Deutschland, Hessen, Regierungsbezirk Darmstadt, Landkreis Schlüchtern
- ab 1972: Bundesrepublik Deutschland, Hessen, Regierungsbezirk Darmstadt, Landkreis Schlüchtern, Stadt Schlüchtern
- ab 1974: Bundesrepublik Deutschland, Hessen, Regierungsbezirk Darmstadt, Main-Kinzig-Kreis, Stadt Schlüchtern

## Bevölkerung

### Einwohnerstruktur 2011
Nach den Erhebungen des Zensus 2011 lebten am Stichtag dem 9. Mai 2011 in Kressenbach 336 Einwohner. Darunter waren 18 (5,4 %) Ausländer.
Nach dem Lebensalter waren 66 Einwohner unter 18 Jahren, 132 zwischen 18 und 49, 81 zwischen 50 und 64 und 60 Einwohner waren älter.
Die Einwohner lebten in 126 Haushalten. Davon waren 24 Singlehaushalte, 36 Paare ohne Kinder und 54 Paare mit Kindern, sowie 3 Alleinerziehende und 6 Wohngemeinschaften. In 27 Haushalten lebten ausschließlich Senioren und in 84 Haushaltungen lebten keine Senioren.

### Einwohnerentwicklung
| Quelle: Historisches Ortslexikon |                                   |
| • 1538:                          | 14 Steuernde                      |
| • 1587:                          | 14 Schützen, 9 Spießer            |
| • 1632:                          | 18 Dienstpflichtige               |
| • 1753:                          | 38 Haushaltungen mit 159 Personen |
| • 1812:                          | 33 Feuerstellen, 326 Einwohner    |

| Kressenbach: Einwohnerzahlen von 1753 bis 2020 | Kressenbach: Einwohnerzahlen von 1753 bis 2020 | Kressenbach: Einwohnerzahlen von 1753 bis 2020 | Kressenbach: Einwohnerzahlen von 1753 bis 2020 | Kressenbach: Einwohnerzahlen von 1753 bis 2020 |
| --- | ---------------------------------------------- | ---------------------------------------------- | ---------------------------------------------- | ---------------------------------------------- |
| Jahr |                                                |                                                |                                                | Einwohner                                      |
| 1753 | 1753                                           |                                                | 159                                            | 159                                            |
| 1800 | 1800                                           |                                                | ?                                              | ?                                              |
| 1812 | 1812                                           |                                                | 326                                            | 326                                            |
| 1834 | 1834                                           |                                                | 288                                            | 288                                            |
| 1840 | 1840                                           |                                                | 349                                            | 349                                            |
| 1846 | 1846                                           |                                                | 368                                            | 368                                            |
| 1852 | 1852                                           |                                                | 350                                            | 350                                            |
| 1858 | 1858                                           |                                                | 340                                            | 340                                            |
| 1864 | 1864                                           |                                                | 322                                            | 322                                            |
| 1871 | 1871                                           |                                                | 321                                            | 321                                            |
| 1875 | 1875                                           |                                                | 294                                            | 294                                            |
| 1885 | 1885                                           |                                                | 281                                            | 281                                            |
| 1895 | 1895                                           |                                                | 286                                            | 286                                            |
| 1905 | 1905                                           |                                                | 319                                            | 319                                            |
| 1910 | 1910                                           |                                                | 287                                            | 287                                            |
| 1925 | 1925                                           |                                                | 270                                            | 270                                            |
| 1939 | 1939                                           |                                                | 289                                            | 289                                            |
| 1946 | 1946                                           |                                                | 404                                            | 404                                            |
| 1950 | 1950                                           |                                                | 410                                            | 410                                            |
| 1956 | 1956                                           |                                                | 342                                            | 342                                            |
| 1961 | 1961                                           |                                                | 313                                            | 313                                            |
| 1967 | 1967                                           |                                                | 310                                            | 310                                            |
| 1970 | 1970                                           |                                                | 300                                            | 300                                            |
| 1980 | 1980                                           |                                                | ?                                              | ?                                              |
| 1990 | 1990                                           |                                                | ?                                              | ?                                              |
| 2000 | 2000                                           |                                                | ?                                              | ?                                              |
| 2005 | 2005                                           |                                                | 362                                            | 362                                            |
| 2010 | 2010                                           |                                                | 344                                            | 344                                            |
| 2011 | 2011                                           |                                                | 336                                            | 336                                            |
| 2015 | 2015                                           |                                                | 320                                            | 320                                            |
| 2020 | 2020                                           |                                                | 312                                            | 312                                            |
| Datenquelle: Historisches Gemeindeverzeichnis für Hessen: Die Bevölkerung der Gemeinden 1834 bis 1967. Wiesbaden: Hessisches Statistisches Landesamt, 1968. Weitere Quellen: LAGIS; 2005; 2010; 2015; 2020; Zensus 2011 |                                                |                                                |                                                |                                                |

### Religionszugehörigkeit
| • 1885: | 275 evangelische (= 97,86 %), 6 katholische (= 2,14 %) Einwohner  |
| • 1961: | 289 evangelische (= 92,33 %), 18 katholische (= 5,75 %) Einwohner |

## Religion
1167 gehörte Kressenbach zur Pfarrei Schlüchtern, später zur Pfarrei Wallroth. Die Grafschaft Hanau-Münzenberg schloss sich in der Reformation zunächst der lutherischen Konfession an, ab 1597 war sie reformiert.
2005 wurde das evangelische Kirchspiel aufgelöst und Kressenbach zusammen mit Wallroth und Breitenbach zu einer Kirchengemeinde zusammengeschlossen. Die Kirche steht in der Ortsmitte.

## Politik
Für Kressenbach besteht ein Ortsbezirk (Gebiete der ehemaligen Gemeinde Kressenbach) mit Ortsbeirat und Ortsvorsteher nach der Hessischen Gemeindeordnung.
Der Ortsbeirat besteht aus fünf Mitgliedern. Bei den Kommunalwahlen in Hessen 2021 betrug die Wahlbeteiligung zum Ortsbeirat 54,55 %. alle Kandidaten gehören der Liste „Zusammen für Kressenbach“ an. Der Ortsbeirat wählte  	Holger Gärtner zum Ortsvorsteher.

## Kultur und Sehenswürdigkeiten
- Im Wettbewerb Unser Dorf hat Zukunft wurde Kressenbach im Jahre 2005 Vizekreismeister.
- Der Fußballverein 1. FC Kressenbach wurde im Jahre 1961 gegründet. Er bildet mit der SG Ulmbach die Spielgemeinschaft SG Kressenbach/Ulmbach. In der Saison 2019/2020 gelang der Spielgemeinschaft unter Trainer Tim Mulfinger der erstmalige Aufstieg von der Kreisoberliga Fulda Süd in die Gruppenliga Fulda.

## Infrastruktur
- Kressenbach wurde für 2008 in das Dorferneuerungsprogramm des Landes Hessen aufgenommen.
- Durch den Ort führt die Deutsche Märchenstraße.
- Die ehemalige Dorfschule wird heute als Bürgerhaus genutzt.